# リエージュ〜バストーニュ〜リエージュ2008

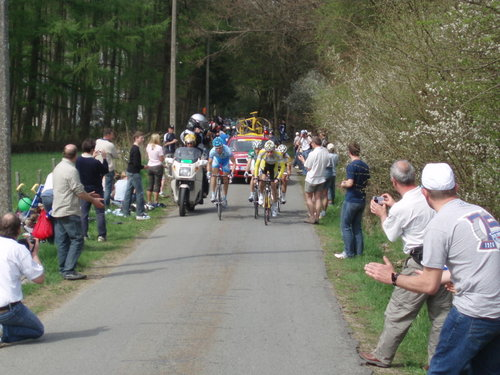
Fothen, Rolland, Brutt, Kopp

リエージュ〜バストーニュ〜リエージュ2008は、リエージュ〜バストーニュ〜リエージュの92回目の大会。2008年4月27日、全行程261kmで行われ、アレハンドロ・バルベルデが2年ぶり2度目の優勝を飾った。

## 結果
|    | 選手名                         | 国籍           | チーム             | 時間          |
| -- | ------------------------------ | -------------- | ------------------ | ------------- |
| 1  | アレハンドロ・バルベルデ       | スペイン       | ケス・デパーニュ   | 6時間44分04秒 |
| 2  | ダビデ・レベリン               | イタリア       | ゲロルシュタイナー | 同            |
| 3  | フランク・シュレク             | ルクセンブルク | チームCSC          | 同            |
| 4  | アンディ・シュレク             | ルクセンブルク | チームCSC          | +30秒         |
| 5  | クリスティアン・ファンベルガー | オーストリア   | バルロ・ワールド   | +40秒         |
| 6  | トーマス・デッケル             | オランダ       | ラボバンク         | 同            |
| 7  | カデル・エヴァンス             | オーストラリア | サイレンス・ロット | 同            |
| 8  | ホアキン・ロドリゲス           | スペイン       | ケス・デパーニュ   | +48秒         |
| 9  | パオロ・ベッティーニ           | イタリア       | クイックステップ   | +1分03秒      |
| 10 | ヴィンチェンツォ・ニバリ       | イタリア       | リクイガス         | 同            |